# Euro-Sondergipfel 2011
Der Euro-Sondergipfel 2011 fand am 21. Juli 2011 in Brüssel, Belgien, statt. Den Vorsitz hatte der Präsident des Europäischen Rates Herman Van Rompuy, es nahmen die Staats- und Regierungschefs der damals 17 Euro-Länder teil. Zentrales Thema des Sondergipfels waren Verhandlungen über Maßnahmen gegen die Eurokrise, besonders die Griechische Staatsschuldenkrise.

## Themen und Teilnehmer

### Griechenland
Der Sondergipfel war notwendig geworden, weil der finanzielle Rahmen der auf dem EU-Sondergipfel 2010 vereinbarten Hilfszusagen unzureichend war. Im Vorjahr hatten sich die Euro-Staaten und der Internationale Währungsfonds (IWF) auf Hilfszusagen von insgesamt 110 Milliarden Euro geeinigt. Griechenland war weiterhin nicht in der Lage, sich am Kapitalmarkt selbst zu finanzieren. Daher wurde ein weiteres Rettungspaket erforderlich. Es wurde vereinbart, dass Griechenland vom EFSF und dem IWF 159 Milliarden Euro erhalten solle. Zugleich sollten die Zinsen von 4,5 Prozent auf 3,5 Prozent gesenkt und die Laufzeiten auf 15 Jahre verdoppelt werden, um Griechenland die Rückzahlung seiner Schulden zu erleichtern. Zugleich sollten Portugal und Irland sowie weitere Krisenstaaten von den vereinbarten Kreditbedingungen profitieren. Es wurde verabredet, dass Griechenland von den Euro-Staaten 109 Milliarden Euro an Hilfszahlungen erhalten solle, verteilt über drei Jahre. Weiterhin vereinbarten die Staats- und Regierungschefs, auch Banken, Versicherungen und andere private Gläubiger an der „Griechenland-Rettung“ mit fast 50 Milliarden Euro zu beteiligen. 37 Milliarden Euro sollten bereits durch einen Umtausch bestehender Staatsanleihen in neue Anleihen mit verlängerter Laufzeit erreicht werden. Auf weitere 12,6 Milliarden Euro sollten die privaten Gläubiger beim Verkauf alter Griechenlandanleihen mit Abschlag an den Rettungsfonds EFSF verzichten.

### Anleihenkäufe durch den EFSF
Um zu verhindern, dass weitere Euro-Länder in eine Lage wie Griechenland geraten, hatten sich die Gipfelteilnehmer dafür ausgesprochen, den europäischen Rettungsfonds EFSF zu erweitern. Der Fonds sollte künftig in der Lage sein, Staatsanleihen am Kapitalmarkt aufzukaufen, unter der der Bedingung, dass sowohl die Europäische Zentralbank als auch die 17 Euro-Staaten den Käufen zustimmen. Der EFSF sollte den Euro-Staaten zugleich Kreditlinien zur Verfügung stellen können als Vorsichtsmaßnahme gegen Spekulation.

### Reaktionen
Bundeskanzlerin Angela Merkel hatte nach dem Sondergipfel die beschlossene Griechenland-Hilfe gelobt. „Europa hat sich handlungsfähig gezeigt. Was wir Deutschen für einen stabilen Euro aufwenden, bekommen wir um ein Vielfaches zurück“, erklärte Merkel. Die Abwendung der Euro-Krise bezeichnete sie als „historische Aufgabe“ und betonte, „Europa ist ohne den Euro nicht mehr denkbar.“
Griechenlands Regierungschef Giorgos Papandreou äußerte sich erleichtert über die Hilfe. Das Paket schaffe „einen tragbaren Weg für Griechenland“. Seine Regierung sei entschlossen, Reformen umzusetzen, um die Bedingungen für das Hilfspaket zu erfüllen, bekräftige der Ministerpräsident. Er betonte, dass die Entscheidung „eine sehr starke Botschaft der Unterstützung an den Bankensektor“ schicke.
Der französische Staatspräsident Nicolas Sarkozy hatte nach dem Treffen betont, dies sei der Beginn eines Europäischen Währungsfonds. „Von den Beschlüssen vom Mai 2010 zu den heutigen Beschlüssen führt ein gerader Weg“, erklärte Sarkozy. Bundeskanzlerin Merkel fügte hinzu, die Beschlüsse bedeuteten „für die Menschen in Deutschland ein Mehr an Sicherheit für unsere gemeinsame Währung und damit auch eine Grundlage für unser Wirtschaften, aber auch für den Wohlstand insgesamt“.